# 蔞士卑厘 (新南威爾斯州)
蔞士卑厘是澳洲新南威爾斯州雪梨的一個市區，位於雪梨商業中心區以南6（3.7英里）處，雪梨市及堤畔議局地方政府行政區內。
該區以1894至1895年間任英國首相的第五代羅斯伯里伯爵命名。伯爵曾於1883年末訪問澳洲，兩個月後於1884年初返英。
據2021年澳洲人口統計，蔞士卑厘居民人口為13,533人。